# Butana-Gruppe
Die Butana-Gruppe war eine neolithische Kultur, die im Osten des heutigen Sudan und im Westen des heutigen Äthiopien belegt ist. Sie datiert in das 4. und an den Beginn des 3. Jahrtausends v. Chr. Sie folgte auf die Malawiya-Gruppe. Die Butana-Gruppe wird vor allem durch ihre Keramik definiert. Sie ist an der Außenseite oftmals mit einfachen Strich- und Punktmustern dekoriert. Sie ähnelt stark der Keramik der frühen, sudanesischen Kerma-Kultur, aber auch jener der vor allem in Unternubien bezeugten A-Gruppe. Es waren vor allem Schalen und einfache Gefäße mit rundem Boden beliebt.
Verschiedene Typen von Steinwerkzeugen waren in Gebrauch. Die Butana-Gruppe ist von verschiedenen Ausgrabungsorten her bekannt, aber nur in Mahal Teglinos konnten Reste von Wohnbauten gefunden werden. Es handelte sich um runde oder fast runde Hütten, die aus leichten Materialien erbaut waren. Die Siedlungsplätze der Butana-Gruppe sind oftmals sehr groß und zeigen dicke Besiedlungsschichten. Anscheinend sind diese Orte länger bewohnt gewesen oder wurden immer wieder aufgesucht.
Nur wenig ist zu den Bestattungssitten bekannt. Bei der UA 53 genannten Ausgrabungsstätte fanden sich diverse Bestattungen. Die Toten lagen meist in Hockerstellung innerhalb von Gruben. Als einzige Beigaben fand sich Schmuck. Hier sind vor allem Lippenpflöcke zu nennen.
Die Leute der Butana-Gruppe lebten von Jagd und Viehzucht. In ihren späteren Phasen scheint auch Ackerbau hinzugekommen zu sein. Küchenabfallhaufen mit zahlreichen Schneckengehäusen bezeugen deren Nutzung als Nahrung.
Auf die Butana-Gruppe folgte die Gash-Gruppe.